# Helij-neonov laser
Helij-neonov laser, pogosto imenovan kar HeNe laser, je plinski laser. Običajno oddaja svetlobo z valovno dolžino 632,8 nm, to je v rdečem delu vidnega spektra svetlobe. HeNe laser deluje kontinuirano in ima izhodno moč med 1 mW in 100 mW ter izkoristek tipično nekaj odstotkov. Uporablja se predvsem v merilnih sistemih, holografiji, interferometriji, čitalcih črtne kode in za prikaz optičnih poskusov v šolah.

## Zgradba
Aktivni medij v HeNe laserju je mešanica plinov helija in neona pri nizkem tlaku reda velikosti 1 mbar. Razmerje ned helijem in neonom je med 5:1 in 20:1. Mešanica plinov je zaprta v cevki. Na obeh koncih optičnega resonatorja sta zrcali. Zrcali sta lahko znotraj plinske cevke ali zunaj nje. V slednjem primeru resonator sestavljata še dva Brewstrova okenca na obeh koncih plinske cevi. Eno od zrcal prepusti okoli 1% svetlobe in predstavlja izhod svetlobe iz laserja. HeNe laserji so običajno majhni, z dolžino resonatorja ({\displaystyle L}) med 15 cm in 0,5 m.

## Delovanje
HeNe laser deluje na podlagi stimulirane emisije svetlobe. Mehanizem za črpanje energije v HeNe laserju predstavljata anoda in katoda na nasprotnih straneh cevi s plinom, na katere priključimo električno napetost reda velikosti 1 kV. Visoka napetost povzroči elektronski tok skozi plazmo, ki je za kontinuirano delovanje laserja tipično med 5 in 100 mA.
Proces stimulirane emisije se začne s trkom elektrona, ki smo ga pospešili z električnim poljem, in atoma helija. Pri tem atomi helija preidejo v dolgoživo vzbujeno stanje {\displaystyle 2^{1}S} ali {\displaystyle 2^{3}S}. Atomi helija ob trku z atomi neona učinkovito predajo energijo slednjim, ki imajo vzbujeno stanje s podobno energijo kot helij (stanja {\displaystyle 2S} in {\displaystyle 3S}). Za delovanje HeNe laserja pri 632,8 nm je ključna obrnjena zasedenost stanj {\displaystyle 3S} in {\displaystyle 2P}, torej več atomov neona mora biti v dolgoživem ({\displaystyle 10^{-7}} s) vzbujenem stanju {\displaystyle 3S}.
Atom neona ima sicer veliko možnih energijskih prehodov med vzbujenimi stanji. Prehod pri energiji 632,8 nm je najbolj pogost. Možno je delovanje HeNe laserja tudi pri valovnih dolžinah 1,15 µm (infrardeča svetloba), 543,5 nm (zelena), 594 nm (rumena), 612 nm (oranžna) ali 3,39 µm (infrardeča). Valovno dolžino izhodne svetlobe izberemo s primerno nastavljenimi zrcali.
Širina resonančne črte pri HeNe laserju je posledica Dopplerjeve razširitve in je za prehod pri 632,8 nm relativno ozka (približno 1,5 GHz).

## Uporaba
HeNe laser odlikujejo majhna divergenca izhodnega Gaussovega snopa in longitudinalna koherenca od nekaj metrov. Zaradi teh lastnosti se HeNe laser pogosto uporablja pri interferometriji in holografiji. Preden so se pojavili cenejši diodni laserji, se je HeNe laser uporabljal tudi kot čitalec črtne kode. HeNe laserji se uporabljajo pri demonstracijah poskusov iz optike.
HeNe laser je bil prvi plinski laser. Leta 1960 so prvič uspeli narediti HeNe laser s kontinuiranim delovanjem, ki je deloval pri valovni dolžini 1,15 µm.

## Varnost
Čeprav je izhodna moč HeNe laserjev relativno majhna, ne smemo, kot pri vsakem laserju, gledati direktno v laserski žarek, da ne bi prišlo do poškodb vida.